# Terry Fenwick
Terence William „Terry“ Fenwick (* 17. November 1959 in Seaham, County Durham) ist ein ehemaliger englischer Fußballspieler. Er absolvierte zwischen 1984 und 1988 insgesamt 20 Länderspiele für die englische Fußballnationalmannschaft. Nach Beendigung seiner Karriere als Spieler wurde Fenwick Trainer und trainierte von 2020 bis 2021 die Fußballnationalmannschaft von Trinidad und Tobago.

## Karriere als Fußballspieler
Der antrittsschnelle Innenverteidiger begann seine Profilaufbahn im Jahr 1977 bei dem englischen Zweitligisten Crystal Palace, mit dem Fenwick in seiner zweiten Saison der Aufstieg in die First Division gelang.
Nach einer ersten Saison in der ersten englischen Liga wechselte er im Dezember 1980 für eine Ablöse von 110.000 Pfund wieder in Second Division zu den Queens Park Rangers. Mit den Rangers stieg Fenwick dann im Jahr 1983 als Zweitligameister auf. In der anschließenden Saison konnte der Verein als Aufsteiger auf Anhieb einen überraschenden fünften Abschlussplatz belegen. Fenwick wurde im selben Jahr von Bobby Robson in die englische Nationalmannschaft berufen, wo er am 2. Mai 1984 bei der 0:1-Niederlage gegen Wales in Wrexham debütierte.
Fenwick spielte weiterhin für England bei einer Südamerika-Tournee, die der Verband anberaumt hatte, da sich die Mannschaft nicht für die EM 1984 in Frankreich qualifiziert hatte. Als danach die Qualifikationsspiele zur WM 1986 in Mexiko starteten, wurde Fenwick durch den zurückkehrenden Terry Butcher ersetzt und kam erst wieder im Sommer 1985 gegen Finnland zum Einsatz. Nach vielen Wechseln auf den Defensivpositionen entschied sich Robson dann neben dem gesetzten Butcher für die Nominierung Fenwicks für die Weltmeisterschaft, was in der englischen Öffentlichkeit jedoch stark kritisiert wurde, da die Position neben Butcher als ein Schwachpunkt der Mannschaft angesehen wurde. Während des Turniers erhielt Fenwick insgesamt drei gelbe Karten und stellte damit einen Negativrekord für einen englischen Spieler bei einer Weltmeisterschaft auf. In einer der spektakulärsten Szenen, während des WM-Tor des Jahrhunderts von Diego Maradona, war er einer der von dem Argentinier ausgespielten Gegner.
Nach der Weltmeisterschaft wechselte Fenwick dann zum Ende des Jahres 1987 zu Tottenham Hotspur. Obwohl er dort bis 1989 stets Stammspieler war, wurde er in der Nationalmannschaft, auch nachdem Butcher einen Beinbruch erlitt, nur noch sporadisch eingesetzt. Mit der Ankunft von Des Walker in der englischen Auswahl wurde der Generationenwechsel dann vollständig umgesetzt und Fenwicks Nationalmannschaftslaufbahn endete.
Im Jahr 1990 wurde Fenwick an den Zweitligisten Leicester City ausgeliehen und kehrte nach einer Spielzeit zu den Spurs zurück. Da er seinen Leistungszenit bereits überschritten hatte, kam er in den darauffolgenden zwei Jahren dort nicht mehr nennenswert zu Einsatzzeiten und wechselte zu einem Abstiegskandidaten in der Premier League, Swindon Town. Die Saison 1993/94, in der Swindon in 42 Spielen nur fünf Siege einfahren konnte, war Fenwicks letzte Spielzeit als aktiver Fußballer.

## Trainerlaufbahn
Fenwick übernahm im Jahr 1995 beim Zweitligisten FC Portsmouth erstmals eine Trainerfunktion. Nach drei Jahren, in denen er zweimal die Klasse nur knapp halten konnte, wechselte er kurzzeitig in den Trainerstab von Crystal Palace und assistierte dort Terry Venables. Sein letztes größeres Engagement im englischen Profifußball war im Jahr 2003 das kurzzeitige Cheftraineramt bei Northampton Town, bevor er es ihn nach Trinidad und Tobago zog, wo er bei San Juan Jabloteh erfolgreich zu arbeiten begann und auch die erste Meisterschaft des Vereins gewann. 2009 wurde Fenwick entlassen, übernahm jedoch im November desselben Jahres erneut den Verein. Im Jahre 2011 war seine Zeit bei San Juan endgültig vorbei. Er übernahm erst 2013 wieder einen Verein, den Central F.C. ebenfalls auf Trinidad und Tobago. Nach anderthalb Jahren dort folgte eine kurze Amtszeit beim belgischen Amateurklub CS Visé, wo er der letzte Trainer vor der Auflösung des Vereins war, ehe er 2015 für drei Monate zu Central zurückkehrte.
Im Januar 2020 übernahm er die Fußballnationalmannschaft von Trinidad und Tobago, konnte aber aufgrund der COVID-19-Pandemie seine Arbeit nicht sofort beginnen. Das erste Spiel der Soca Warriors, das er trainierte, war eine 0:7-Testspiel-Niederlage gegen die Vereinigten Staaten. 2021 wurde er durch Angus Eve ersetzt.